# Technická univerzita Vídeň
Technická univerzita Vídeň (německy Technische Universität Wien, zkratka TU Wien) je vysoká škola ve městě Vídeň v Rakousku.

## Historie

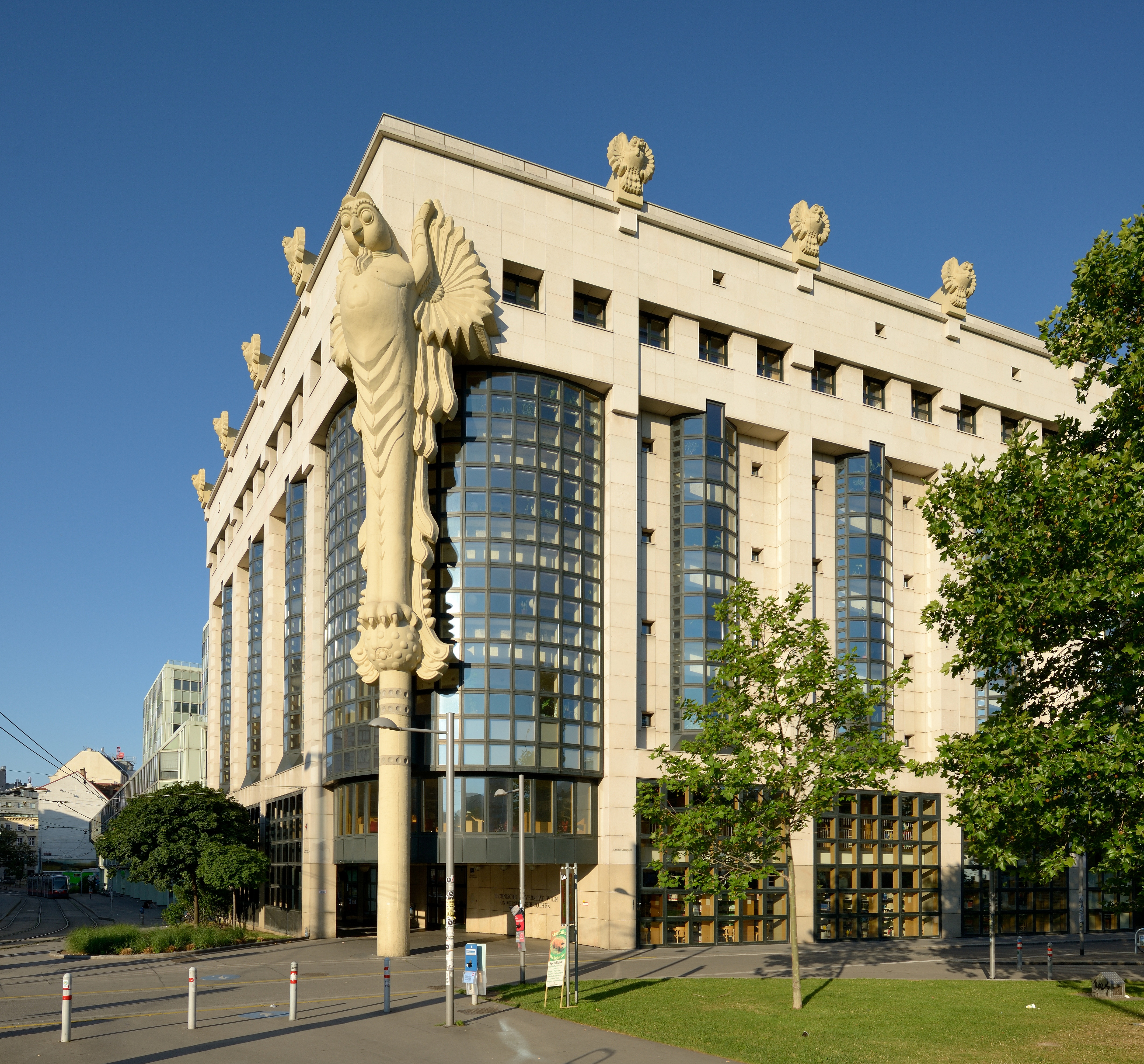
Budova univerzitní knihovny

Byla založena roku 1815 jako k. k. Polytechnisches Institut Wien (c. k. polytechnický institut Vídeň). V roce 1865 byla rozdělena na pět fakult. V roce 1866 usedl do funkce první zvolený rektor. Od roku 1872 byl oficiální název školy Technische Hochschule Wien (Vysoká škola technická Vídeň). V roce 1902 byly uděleny první doktorské tituly. V roce 1975 získal ústav nynější název. V roce 2004 získala plnou autonomii.

## Struktura
V čele univerzity stojí rektor a čtyři vicerektoři. Škola má osm fakult.
- Fakulta architektury a plánování
- Fakulta chemie
- Fakulta stavební
- Fakulta počítačových věd
- Fakulta elektrotechniky a informatiky
- Fakulta matematiky a geoinformatiky
- Fakulta strojnická
- Fakulta fyziky